# Schipbeek

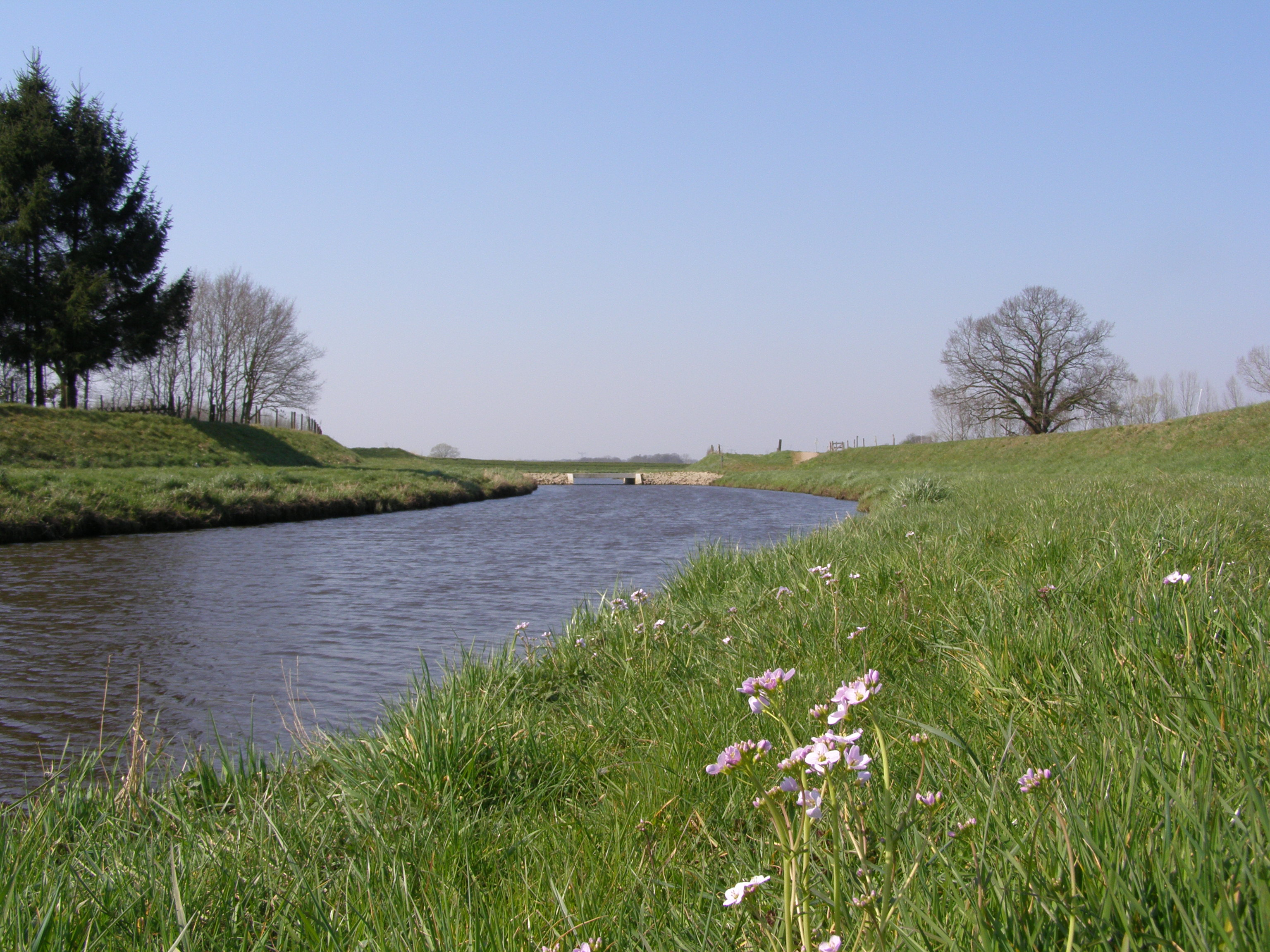
Schipbeek près de Westervlier.

Le Schipbeek est une rivière d'Allemagne et des Pays-Bas, affluent de l'IJssel.

## Géographie
La source du Schipbeek est située quelques kilomètres au sud d'Ahaus, dans le district de Borken en Rhénanie-du-Nord-Westphalie. Ici, le ruisseau s'appelle encore Aa, d'où le nom de la ville d'Ahaus (maison sur l'Aa). Afin de distinguer cet Aa des autres Aas, son nom complet est l'Ahauser Aa. La rivière passe à côté d'Ahaus, contourne Graes et traverse Alstätte. Ici, elle est appelée Alstätter Aa. La rivière entre aux Pays-Bas près de Buurse en Overijssel. Pendant les premiers kilomètres de son trajet aux Pays-Bas, elle est appelée Buurserbeek. Aux Pays-Bas, elle coule dans le sud de Twente et le nord de l'Achterhoek. La rivière passe au sud de Haaksbergen, et traverse la frontière entre l'Overijssel et le Gueldre à Rietmolen.
À partir du croisement avec le Canal de Twente, la rivière s'appelle Schipbeek. Au sud-est de Diepenheim, le Schipbeek revient en Overĳssel, il passe au sud de Bathmen et se jette dans l'IJssel à Deventer.
Entre Holten et Bathmen, l'Oude Schipbeek (Vieux Schipbeek) suit un ancien lit du Schipbeek.
Depuis sa source jusqu'au confluent avec l'IJssel, le Schipbeek connaît une dénivellation de 23 mètres.

## Histoire
Jusque vers 1400, le Buurserbeek traversait Haaksbergen, ensuite on a déplacé le lit de ce ruisseau pour le connecter au Schipbeek. En ce faisant, la petite ville de Haaksbergen se créa une liaison fluviale directe avec les villes hanséatiques de Deventer, Zutphen, Zwolle et Kampen. Au XVIIe siècle, la rivière joua un rôle important. Le bois de construction pour les navires de la Compagnie néerlandaise des Indes orientales, issu des forêts du pays de Münster, était transporté par le Schipbeek à partir d'Alstätt, où les négociants en bois avaient créé un port de chargement. En amont d'Alstätt, la rivière n'était pas navigable. Le Schipbeek était également utilisé pour le transport d'autres produits entre cette partie de l'Allemagne et la Hollande, comme la terre glaise de Stadtlohn.
Aux XVIIIe et XIXe siècles, le Schipbeek était utilisé pour transport du textile depuis les fabriques de Twente jusqu'aux blanchisseries de Haarlem. À partir de la deuxième moitié du XIXe siècle, le transport fluvial sur le Schipbeek diminua, à la suite de l'essor du transport routier et ferroviaire.

## Monuments

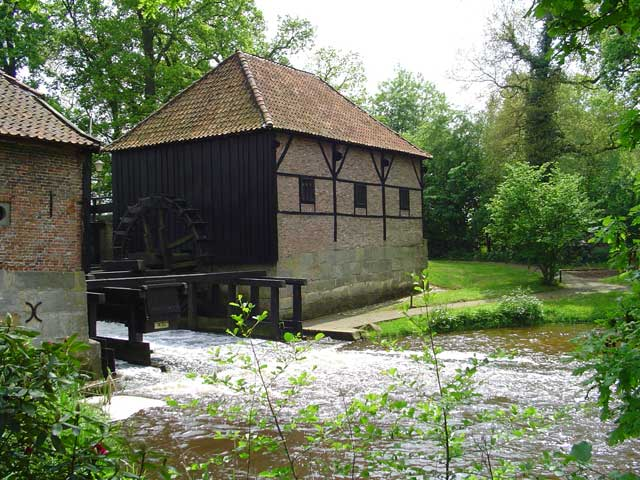
Moulin à eau d'Oostendorp

A Haaksbergen, on trouve l'Oosterdorper watermolen, un moulin à eau qui est également appelé Grevemölle. Elle est connue pour être le plus ancien moulin à eau à double roue : sa mise en service date de 1548. Le bâtiment actuel date essentiellement de 1634. Il avait été reconstruit après sa destruction durant la Guerre de Quatre-Vingts Ans. En 1946 à la suite d'une crue exceptionnelle, le moulin a été détruit une seconde fois, mais la commune de Haaksbergen a entièrement fait reconstruire et renover ce moulin à eau. Depuis 1988, il est de nouveau en service.

## Source
- (nl) Cet article est partiellement ou en totalité issu de l’article de Wikipédia en néerlandais intitulé « Schipbeek » (voir la liste des auteurs).